# Бруниевые
Бруниевые (лат. Bruniaceae) — семейство цветковых растений из Южной Африки, состоит из 11—12 родов и примерно 60—70 видов. Растения этого семейства — кустарники и травы различного внешнего вида.
В системе классификации APG II (2003) семейство Бруниевые включено в группу эуастериды II, но не включено в какие-либо порядки.
Практическое значение имеют несколько видов растений, большей частью из рода Бруния (Brunia), выращиваемых на срезку.

## Распространение
Ареал семейства ограничен Южной Африкой: это Капская область и некоторые немного более северные регионы, в том числе провинция Квазулу-Натал.

## Биологическое описание

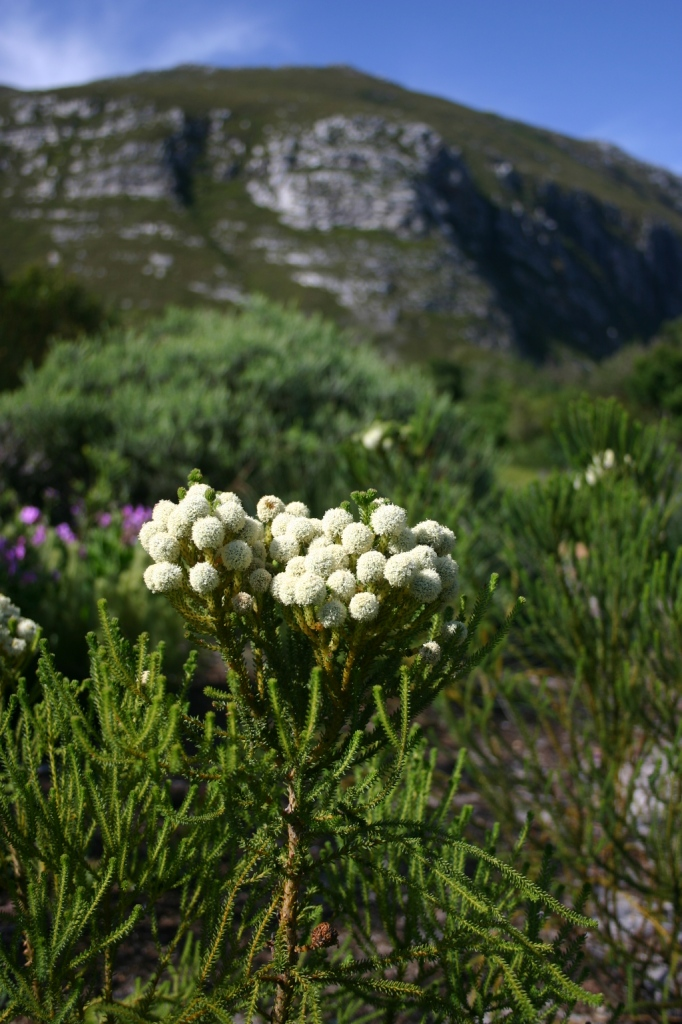
Brunia nodiflora. Ботанический сад Harold Porter National Botanical Garden, Капская область, Южная Африка.

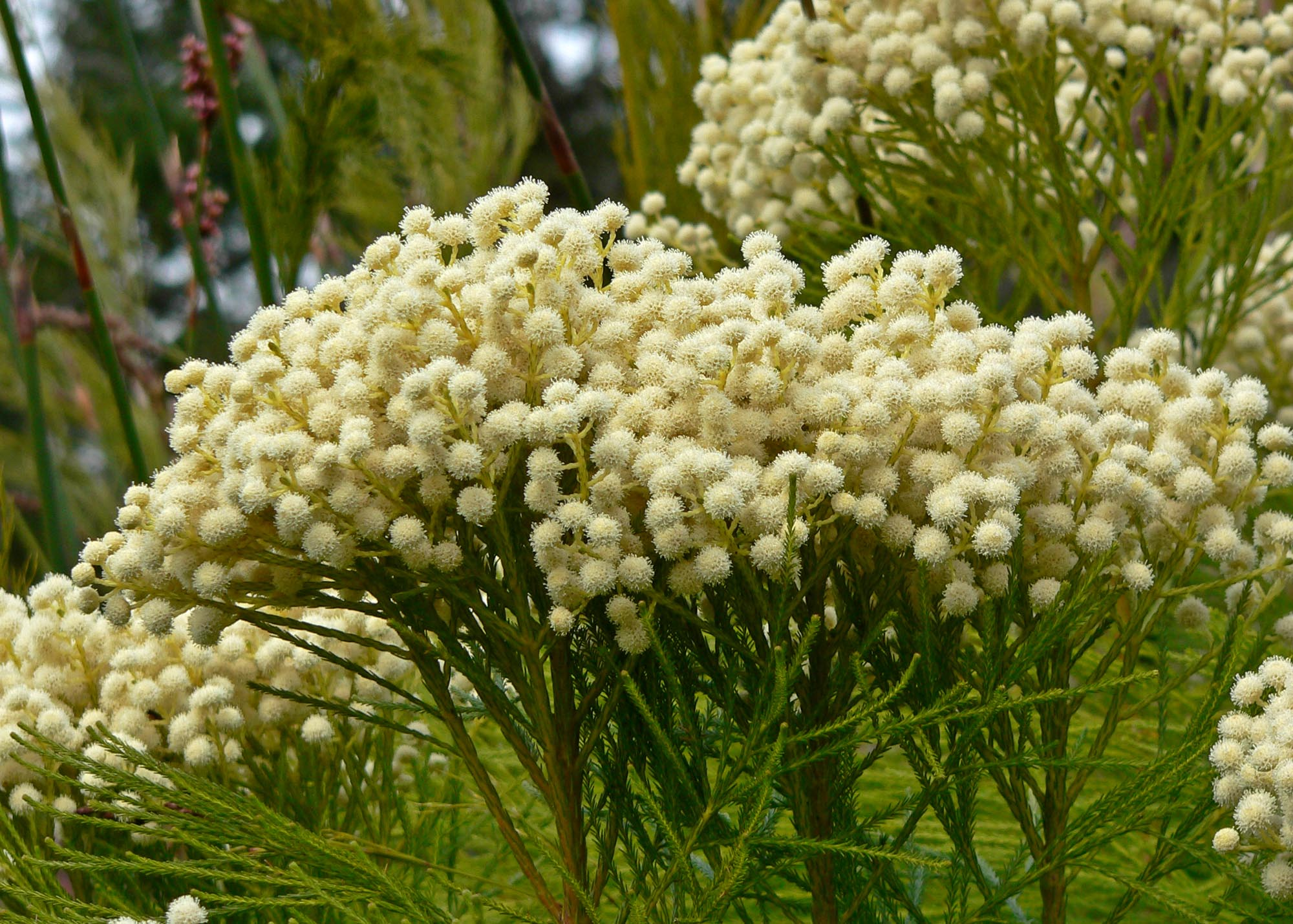
Berzelia lanuginosa.

Бруниевые — большей частью кустарники, внешне похожие на представителей рода Эрика (Erica). Но некоторые виды из рода Стаавия (Staavia) похожи на маргаритку (Bellis), а растения из рода Лонхостома (Lonchostoma) выглядят подобно представителям семейства Волчниковые (Thymelaeaceae).
Листья игловидные, с гладкими краями; характерным признаком листьев бруниевых являются чёрные выступы на их кончике. Расположение листьев — спиральное.
Цветки актиноморфные, четырёхчленные, обычно мелкие, собраны в шишковидные соцветия, которые, в свою очередь, собраны в сложные соцветия. Завязь в большей или меньшей степени нижняя. Опыление происходит с помощью насекомых.
Исследования показали, что значительная часть пыльцевых зёрен у бруниевых нежизнеспособна; это может быть свидетельством того, что бруниевые постепенно вымирают.

## Использование
Некоторые виды этого семейства — декоративные растения, выращиваемые на срезку; в первую очередь это относится к видам родов Бруния (Brunia) и Берзелия (Berzelia), а также к виду Staavia radiata. Из бруний наиболее известна бруния белоцветковая (Brunia albiflora).

## Классификация

### Таксономическое положение
Бруниевые ранее помещались в порядок Верескоцветные (Ericales), сейчас это семейство рассматривается как родственное порядку Ворсянкоцветные (Dipsacales), а некоторые авторы включают бруниевые в этот порядок.
Данные палеоботаники показывают, что бруниевые — очень древнее семейство. Цветковое растение Actinocalyx bohrii из верхнего мела (70—80 миллионов лет назад), найденное на юге Швеции, имеет многие черты, характерные для современных бруниевых. Также в окаменелостях, имеющих возраст от 60 до 100 миллионов лет, найдена пыльца, идентичная пыльце современных бруниевых. Имеющиеся данные позволяют сделать вывод, что бруниевые и ворсянкоцветные (Dipsacales) разделились примерно 60 миллионов лет назад.
В системе классификации APG II (2003) семейство Бруниевые включено в группу эуастериды II, но не включено в какие-либо порядки.

### Роды

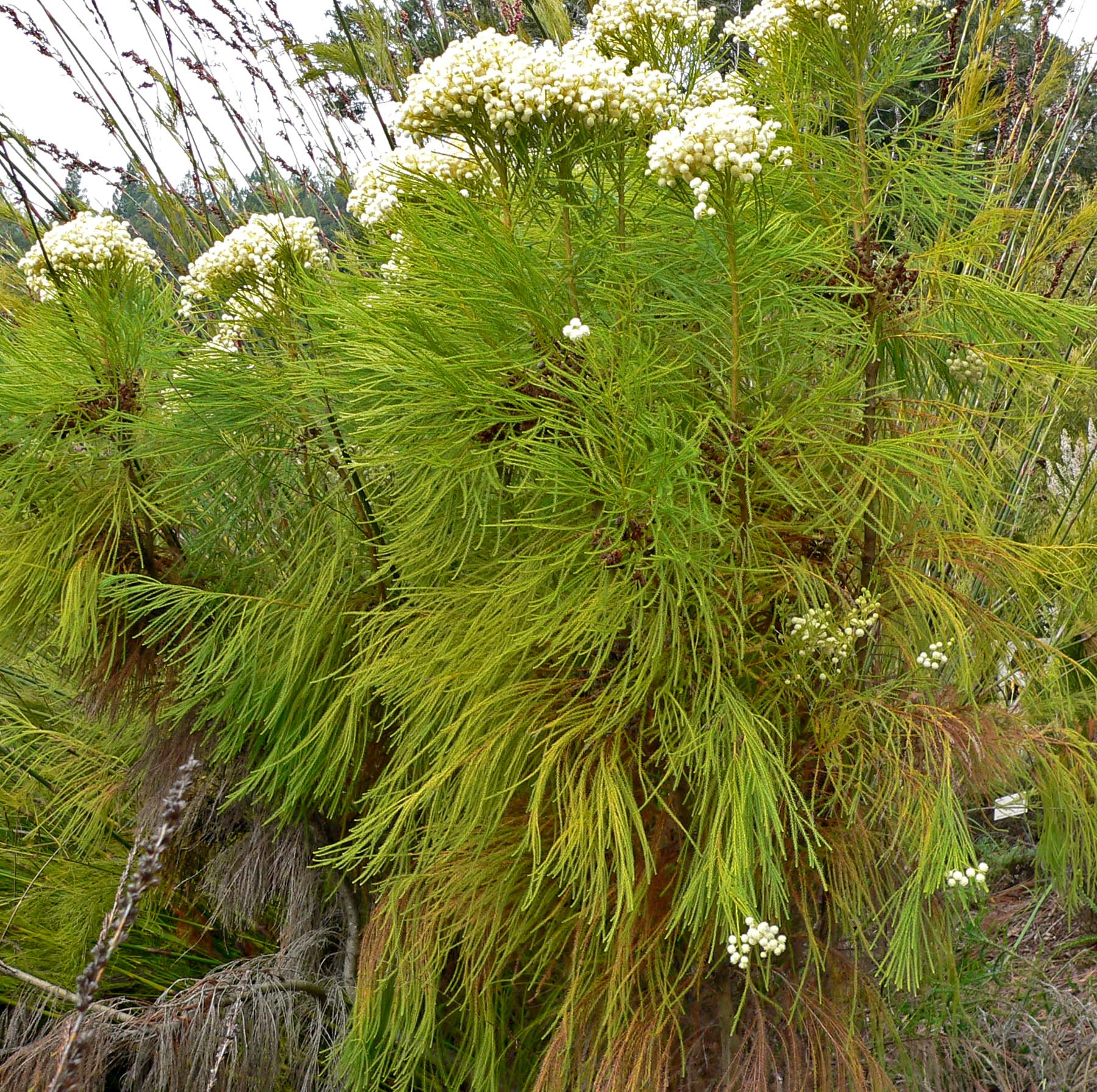
Berzelia lanuginosa.

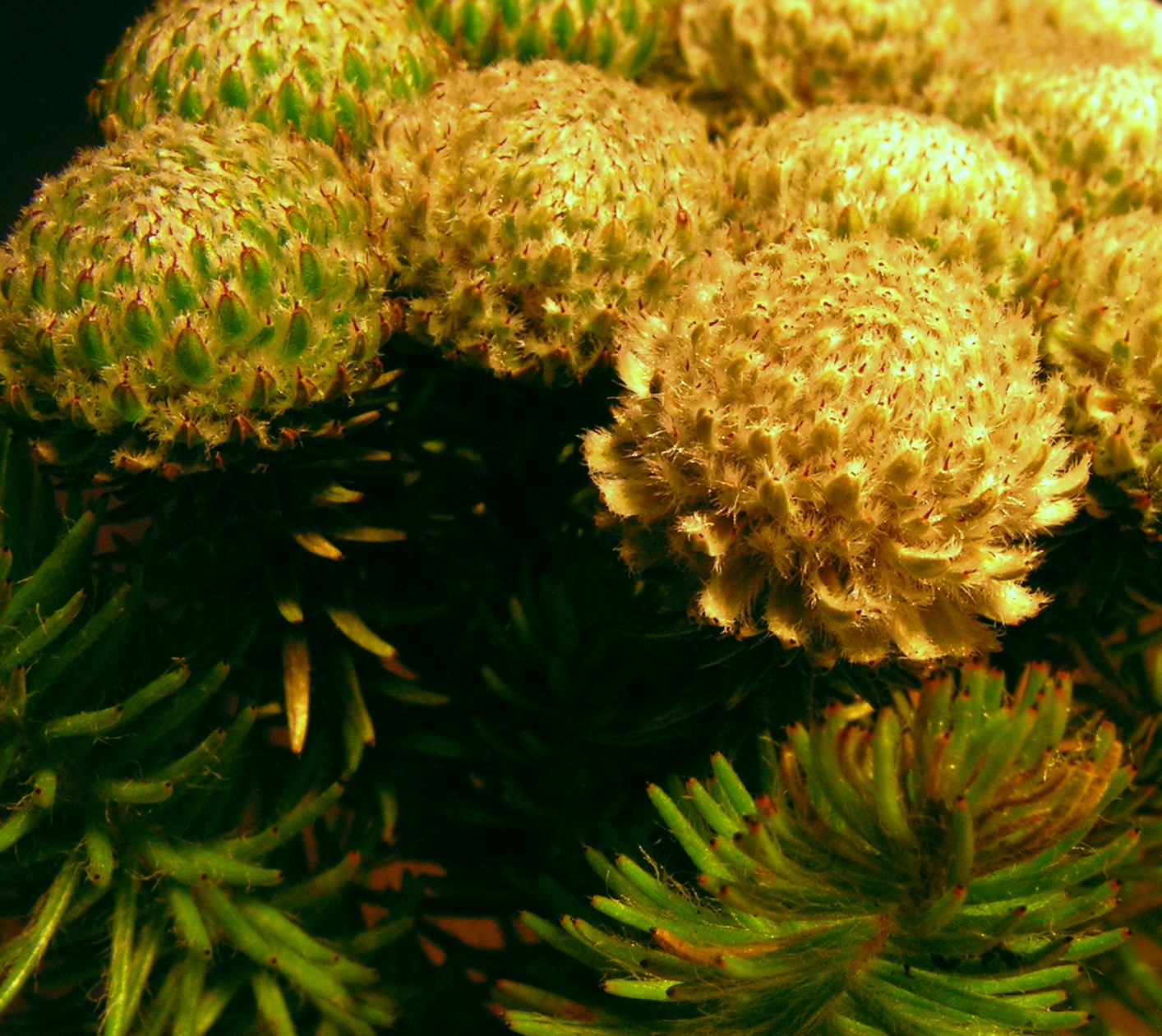
Brunia sp.

Общее число родов — 11—12 (иногда род Nebelia не выделяют из рода Brunia), общее число видов — от 60 до 80.
Список родов семейства Бруниевые
- Audouinia Brongn. (1826)
- Berzelia Brongn. (1826) — Берзелия
- Brunia Lam. (1785) typus — Бруния
- Linconia L. (1771) — Линкония
- Lonchostoma Wikstr. (1818) — Лонхостома
- Mniothamnea (Oliv.) Nied. (1891) — Мниотамнея
- Nebelia Neck. ex Sweet (1830) — Небелия[5]
- Pseudobaeckea Nied. (1891) — Лжебеккея, или Псевдобеккея. Растения этого рода похожи на представителей рода Беккея (Baeckea) из семейства Миртовые.
- Raspalia Brongn. (1826) — Распалия
- Staavia Dahl (1787) — Стаавия
- Thamnea Sol. ex Brongn. (1826) — Тамнея
- Tittmannia Brongn. (1826) — Титтманния